# Gargallo (Italie)
Pour les articles homonymes, voir Gargallo.
Gargallo est une commune italienne de la province de Novare dans la région du Piémont en Italie située à environ 90 kilomètres au nord-est de Turin et à 35 kilomètres de Novare.

## Administration
| Période                                  | Période | Identité        | Étiquette | Qualité |
| ---------------------------------------- | ------- | --------------- | --------- | ------- |
| 2009                                     |         | Pietro Guidetti |           |         |
| Les données manquantes sont à compléter. |         |                 |           |         |

### Hameaux
Motto, Valletta,Selma

### Communes limitrophes
Borgomanero, Gozzano, Maggiora, Soriso, Valduggia